# Lac Father (lac Doda)
Pour les articles homonymes, voir Father.
Le lac Father est un plan d'eau douce, affluent du lac Doda, dans la partie Sud du territoire de Eeyou Istchee Baie-James (municipalité), dans la région administrative du Nord-du-Québec, dans la province de Québec, au Canada. Le lac Father fait partie des bassins versants de la rivière Opawica, la rivière Waswanipi, le lac Mattagami, la rivière Nottaway et la Baie James.
La superficie du lac Father s'étend dans les cantons de Picquet, de Royal et de Du Guesclin, sur le territoire du gouvernement régional d'Eeyou Istchee Baie-James (municipalité), au sud-ouest de Chapais (Québec).
La foresterie constitue la principale activité économique du secteur. Les activités récréotouristiques arrivent en second, grâce à un plan d’eau navigable d’une longueur de 64,8 km, incluant le lac Doda (au Nord-Est) et le lac Françoise (au Nord-Ouest). Ce dernier lac est formé par un élargissement de la rivière Opawica et comporte un barrage aménagé à son embouchure.
Le bassin versant du lac Father est accessible grâce à la route forestière R1051 venant du Nord et desservant la grande presqu’île qui s'étire sur 15,0 km vers l’Est. Cette presqu’île est entourée au Nord par le lac Du Guesclin et le lac Françoise ; à l’Est et au Sud par le lac Doda ; au Sud-Ouest, par le lac Father. Les grandes baies de cette presqu’île donnent la forme d’un F au lac Father.
La surface du lac Father est généralement gelée du début de novembre à la mi-mai, toutefois la circulation sécuritaire sur la glace se fait généralement de la mi-novembre à la mi-avril.

## Géographie
Ce lac comporte une longueur de 29,6 km sous forme de crochet inversé, une largeur maximale de 8,4 km et une altitude de 338 m. Le lac Father comporte de nombreuses baies, presqu’îles et îles. Le lac Father fait partie d’un ensemble de lacs formés par le lac Doda, le lac Françoise, le lac Stina et le lac Du Guesclin.
Le lac Father s’approvisionne du côté Sud-Ouest par la décharge des lacs Windfall, Croft, Podeur, Rouge et Roméo ; au Nord-Est, par la décharge du lac Skokiaan.
L’embouchure de ce lac Father est directement connectée par un court détroit au lac Doda. Cette embouchure est localisée au fond d’une baie au nord-est à :
- 12,9 km au sud de l’embouchure du lac Doda ;
- 58,9 km au sud-est de l’embouchure de la rivière Opawica (confluence avec la rivière Chibougamau) ;
- 334,3 km au sud-est de l’embouchure de la rivière Nottaway ;
- 68,3 km au nord-ouest d’une baie du réservoir Gouin ;
- 94,3 km au sud-ouest du centre-ville de Chibougamau ;
- 58,3 km au sud-est du centre du village de Waswanipi[1].

Les principaux bassins versants voisins du lac Father sont :
- côté nord : rivière Opawica, lac Du Guesclin, lac Françoise, rivière Obatogamau ;
- côté est : lac Doda, rivière Opawica, rivière de l’Aigle (rivière Opawica), lac Hébert, rivière Hébert ;
- côté sud : lac Hébert, rivière de l’Aigle (rivière Opawica), rivière Saint-Cyr, rivière Hébert ;
- côté ouest : rivière Pierrefonds, rivière Fortier (rivière au Panache), rivière Opawica.

## Toponymie
Les « lac Father » et « lac Doda » étaient considérés jusqu’au 19e siècle comme deux plans d’eau jumeaux désignés en un seul lac. Le terme anglophone « Father » dérive de « Doda Sagaigan », signifiant « lac du père » ou « lac des pères ». Ainsi, la forme ancienne Father's Lake a été normalisée sur le plan toponymique. La forme « Doda Sagahaigan or Father's L. » est indiquée en 1900 sur une carte de l'arpenteur Henry O'Sullivan.
Le toponyme "lac Father" a été officialisé le 5 décembre 1968 par la Commission de toponymie du Québec lors de sa création.